# Стадио Сант Елия
Сант Елия (на италиански: Stadio Comunale Sant'Elia) е футболен стадион в Каляри, Италия.
Строителството му започва през 1970, след спечелването на първата и единствена титла на Каляри в първенството на Италия със задача да заеме мястото на стария Амсикора Стейдиъм. С размери на полето 105 м дължина на 66.5 м ширина и трибуни за около 60 000 зрители, стадиона е открит в края на 1970. За Световното първенство през 1990 е основно реконструиран и капацитетът му е намален до 39 905 зрители. На стадиона се играят три срещи от шампионата, като най-посетена е Англия-Холандия (16 юни 1990).
Преди сезон 2002-2003 капацитетът на стадиона отново е намален до 23 486 места, заради намалелия брой фенове и отчайващото лутане на отбора между Серия А и Серия Б. В края на 2007 г. се обявяват плановете на клуба и президента Масимо Челино да се построи изцяло нов стадион с капацитет около 25 000 места на мястото на Сант Елия. Според първоначалните проекти строителството трябва да започне през август 2009 и да продължи около година.